# Ératosthénien

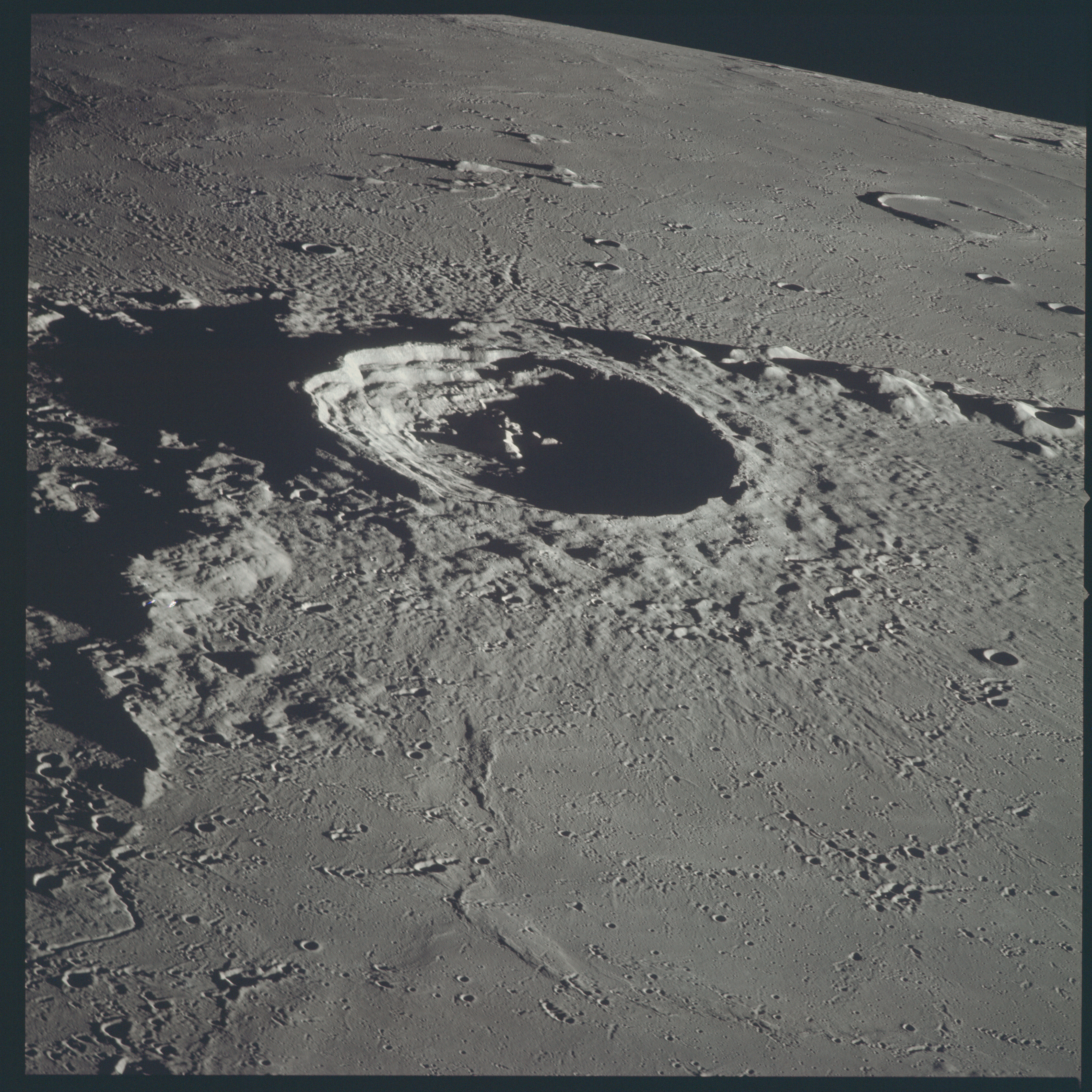
Cratère Ératosthène à la surface de la lune

L'Ératosthénien est une période géologique de la Lune qui s'étend de −3 200  à   −1 100 millions d'années. Elle tire son nom du cratère Ératosthène, dont la formation remonte au début de cette période. La formation du cratère Copernicus marque la fin de l'Érathosténien et le début de la période suivante, le Copernicien.
L'équivalent terrestre est constitué des ères du Néoarchéen (éon Archéen), du Paléoprotérozoïque, et du Mésoprotérozoïque (éon Protérozoïque).